# メシャ
メシャ（ヘブライ語: מֵישַׁע Mēšaʿ、モアブ語: 𐤌𐤔𐤏 mšʿ, Mesha）は、古代パレスチナ地方に存在したモアブ王国の国王。在位中に宗主国イスラエルへの反逆を行い、イスラエル・ユダ（とエドム）の連合軍との決戦に勝利して、モアブの独立を達成した。メシャ碑文はモアブを解放した彼が自分の功績を称えて設立したものである。

## メシャ在位以前略史
『メシャ碑文』によると、この石碑設立の40年ほど前にモアブ人たちがケモシュ神を怒らせてしまい、その罰としてイスラエルの王オムリによってモアブ地方が征服され、モアブ人は苦しめられ、彼の子孫もそれを続けたとされる
。
メシャ本人はディボンで生まれ、30年間モアブを収めていた父ケモシュヤト（Chemosh-yat）から王位を受け継いだ。

## モアブ独立闘争
『メシャ碑文』はやや時系列がはっきりしないが、ケモシュからのお告げを受けたメシャがイスラエルが支配するネボ、アタロト、ヤハツなどといった街を攻め落としたとされる。
一方『列王記（下）』の話はモアブのイスラエルへの反乱から話が始まる。
反乱を起こす前、モアブの王メシャは子羊10万頭、雄羊10万頭分の羊毛の貢物を繰り返し（原文の動詞は反復形）納めていたが、オムリの息子アハブの死後モアブはイスラエルに反乱を起こした。
イスラエル側は反乱勃発時の王であったアハブの息子のアハズヤは転落事故で寝込んでいたため、実際に軍事活動をすることになったのはアハズヤの死後、その兄弟のヨラム王が王位を継いでからになる（『列王記（下）』第1章・3章より）。
同盟関係のあったユダに使者を送り兵力要請をした後、ユダの王であるヨシャファトから死海の北（ヨルダン川を横断、アンモン地方通過。）と南（エドムの砂漠を通過）どちらを行くかを尋ねると南ルートをヨラムは選択した（南ルートの方が街道から外れていたので要塞などが少なくモアブ軍が手薄だった）ユダの属国であったエドムの兵力も加えた連合軍はエドムの砂漠を通過し、7日間の移動途中で水不足に苦しめられるもワジで水を補給できたことで元気連れられ、これを知らずに仲間割れをしていると誤認して油断していたモアブ軍をイスラエルなどの連合軍は返り討ちにすると、そのままモアブ領を攻撃し始め多数の町や畑・井戸を破壊し（『メシャ碑文』でもイスラエル軍に破壊されたいくつもの街を復興させた説明がある）、モアブ軍は最初の敗北を立て直すことのできないまま、キル・ハラセテ（現在のカラク）に追い詰められ、包囲されてしまい、メシャはこの包囲網を突破しようとモアブ軍の700人を率いて一番手薄なエドム軍のところを攻撃したが失敗して追い返され、城壁の上で「跡継ぎの子」を焼いて生贄にしたところ、イスラエルに大いなる怒りが巻き起こってイスラエル軍たちは撤退することになった（『列王記（下）』第3章）。
ここまで圧勝していたイスラエル軍たちがなぜ急に撤退したのかについて諸説あり、ヨセフスは『ユダヤ古代誌』第IX巻3章の解説で「（そこまで追い詰められたメシャへの）慈悲と惻隠の情」と説明し、ギボンとヘルツォークは『古代ユダヤ戦争史』で2つの説を上げ、1つ目は「一部の研究者の意見」として「連合軍内部で疫病の流行が起きた（メシャ自身はそこまで意図してたかは不明だが、子供をささげる生贄を見て連合軍はメシャの呪い攻撃と解釈した。）」、あるいは、同書の巻末原注にある異説でP.D.Stemの物として紹介されている「生贄にされたのはメシャ自身の子供ではない」として「直前にモアブ軍がエドム軍を攻撃した際にそこの王子を人質に取り、（イスラエル軍が原因で）メシャは人質を殺害、エドム軍は王子殺害をメシャではなくイスラエル軍のせいだと大いなる怒りを向け仲間割れが発生した。」というものなどがある。
なお、これ以外に当時イスラエルとアラムの関係も悪化していたので、モアブより強いアラムを相手をするためにモアブの相手をしていられなくなった可能性もギホンたちは上げている。
イスラエル軍を撃退したメシャはこの後イスラエル捕虜の奴隷などを使って破壊された街の修復などを行い、自分の業績とケモシュへの感謝を書いた石碑を立て、これがのちに『メシャ碑文』と呼ばれることになるが、その後メシャ本人がどうなったのかについてははっきりしていない。
ただ、モアブ全体の運命は『列王記（下）』第10章でヨラムを滅ぼしてイスラエル王になったイエフの話の最後に「アラム王ハザエルがヨルダン川以東、アロエルまでのイスラエル領を奪い取った」という旨の説明があるので、モアブ北部はイエフの時代に再度制圧され（そしてハエザルにさらに制圧された）たか、少なくとも「ハマテの入り口からアラバの海（＝死海）まで領土を取り戻した」とあるヤロブアム2世の頃にはイスラエルに再度制圧されたらしい。